# Jupiterovi prirodni sateliti
Jupiterovi prirodni sateliti su prirodni sateliti ili mjeseci koji kruže oko Jupitera. Do veljače 2024. godine otkriveno je ukupno 95 satelita. Zbog velikog broja prirodnih satelita, postoji podjela po sljedećim skupinama:
- Jupiterovi unutarnji sateliti
- Galilejanski sateliti (Io, Europa, Ganimed, Kalista)
- Temisto
- Himalija
- Ananka
- Karma
- Karpo
- Pasifaja

Razdvajanje po skupinama napravljeno je po svojstvima nebeskih tijela kao i po svojstvima njihovih putanja. Na primjer, galilejanski sateliti veliki su i nalik malim planetima, dok su sateliti iz skupine Ananke ili iz skupine Amalteja mala tijela nepravilnog oblika i asteroidnog podrijetla. Kako su mase galilejanskih satelita velike, usporedive s masom Mjeseca, to oni jedan drugome znatno remete staze. Iako su im ekscentriciteti maleni, oni se ipak neprekidno mijenjaju. 

## Jupiterovi unutarnji sateliti
Jupiterovi unutarnji sateliti su Amalteja, Metida, Adrasteja i Teba, a to su nepravilna, planetoidna tijela, i nalaze se s vanjske strane prstena. Prsten je male gustoće. Vanjski mu polumjer iznosi 129 000 km. Najsjajniji dio prstena širok je 6 000 km. Bliže Jupiteru sjaj mu veoma opada, no tvar se, sve usitnjenija, prostire do površine Jupitera. Tipične čestice veličine su 1 μm. Debljina prstena manja je od 30 km, no oko njega zapaža se jedan svijetleći halo mnogo veće širine. Amalteja je stijena nepravilna oblika, crvena je i tamna. U središte Jupitera stalno je uperena njena duža os.

### Galilejanski sateliti
Galilejanski sateliti (Io ili Ija, Europa, Ganimed, Kalisto) po sfernom obliku, čak i po veličini sliče terestričkim plenetima. Kao i prva skupina satelita, oni se gibaju u ravnini Jupiterova ekvatora, a staze su im slabo izdužene. Ophodno vrijeme iznosi im od jednog do desetak dana. Period vrtnje sinkroniziran je s periodom obilaska, a to znači da uvijek jednom stranom gledaju prema Jupiteru. Najveći među njima i ujedno najveći Jupiterov satelit je Ganimed. Gustoća tih satelita opada po redu udaljenosti. To se svojstvo ne protivi predodžbi da su svi oni stvoreni u okolini Jupitera i s njime istodobno. Pred sobom imamo Sunčev sustav u malom. Krajolici galilejanskih satelita iznenađujući su. Sudeći po prosječnoj gustoći, Io i Europa pretežno su izgrađeni od silikata, a Ganimed i Kalisto od jednakih dijelova silikata i vode.

### Ija ili Io
Io ima najsnažnije vulkansko djelovanje od svih tijela Sunčeva sustava. Po veličini i gustoći nalik je Mjesecu. Prekriven je slojevima crvenonarančaste boje, sa svjetljiježućkastim i bijelim površinama, te tamnim mrljama. Čitava je površina proizvod vulkanske djelatnosti. Pritom je ekvatorsko područje aktivnije. Osim vulkana ima i planina, visokih do 10 km. Postoje mnogobrojni rasjedi i pukotine, duge nekoliko stotina kilometara. Tipičan vulkanski oblik je kaldera. Jedna polutka sadrži stotinjak kaldera mjera većih od 20 km. Najveće imaju i 250 km. Čitavih 5% površine prekrivaju kaldere. One su obično zagaravljene, crnosmeđe i blagih padina, a oko njih se šire velovi i rijeke skrutnute lave, u raznim nijansama žutocrvenog. U vrijeme erupcije, lava s plinovitim oblakom izbija s brzinom od 500 do 1 000 m/s i diže se uvis 70 do 300 km. 
Boje tla dadu se rastumačiti sumporom i sumporovim dioksidom. Vrlo rijetka atmosfera sastoji se od sumporovog dioksida. Vodena para nije uočena. Kako je voda jedan od glavnih sastojaka vulkanizma na Zemlji, nedostatak vodene pare na Io znak je da je unutrašnjost dehidrirana. Talište sumpora nalazi se na temperaturi od 385 K (112 °C). U toku erupcije sumpor se hladi i pokriva tlo, a pri naglom hlađenju poprima razne nijanse. Velike bijele površine vjerojatno su snijeg ili mraz od sumpora ili sumporovog dioksida. Vulkanizam je uvjetovan rastaljenom unutrašnjosti. Izvor topline mogle bi biti plime (plimna sila). Iako je Io Jupiteru blizu kao i naš Mjesec Zemlji, zbog mnogo puta veće Jupiterove mase, plime su razmjerno veće. Energija se prenosi na tijelo satelita trenjem plimnog vala, no ako je vrtnja sinkronizirana, plimni val je stojni. Tada se energija dobiva jedino ako se jakost plime mijenja, pa se nebesko tijelo steže i rasteže. Premda je staza Io slabo izdužena, poremećenja do kojih dolazi posebno zbog utjecaja Europe dovode do ritmičkog mijenjanja udaljenosti do Jupitera, pa se i plimni val ritmički diže i spušta. Tim bi mehanizmom Io bio u središtu rastaljen još od vremena nastanka. Druga je mogućnost da se Io zagrijava jakim električnim strujama koje teku u Jupiterovoj magnetosferi. Zagrijavanje satelita ma kojim od mehanizama u dugim je geološkim razdobljima trebalo dovesti do razdvajanja kemijskih sastojaka po dubini. Lako hlapljivi sastojci, poput vode, napustili su planet, a obilni sumpor izdigao se iz unutrašnjosti do površinskih slojeva debljine od nekoliko kilometara. 
Zbog vulkanske erozije današnji reljef kore nije stariji od 10 do 100 milijuna godina, nema stoga vidnog ni jednog meteoritskog kratera. Vulkanska aktivnost praćena je izdvajanjem topline. Pojedini dijelovi površine imaju temperaturu od 500 K. U infracrvenom području, Io zrači oko 2 W/m2, što se dade usporediti s najaktivnijim geotermalnim predjelima, s tom bitnom razlikom što je ovdje snaga zračenja raspoređena po čitavu globusu satelita.

### Europa
Europa je posve prekrivena ledom i mnogo je sjajnija od Mjeseca, od kojega je i nešto manja. Ledenu površinu šaraju izlomljene sivkaste pruge, duge više tisuća kilometara, široke stotinu kilometara. Inače površina ne pokazuje nikakve osobite visinske razlike. Sivkaste pruge nisu pukotine u kori već, vjerojatnije, ponovno zaleđeni razmak među ledenim santama. U području sumračnice uočeni su hrptovi visine nekoliko stotina metara. Zavojiti su, široki do deset, a dugi više od stotinu kilometara. Dio površine poprskan je tamnim mrljama, koje se pri većem povećanju razlučuju u udubine i izbočine. Nađeno je nekoliko udarnih kratera, promjera oko 20 km. Površina Europe zapravo je ledena santa premale čvrstoće da sačuva kratere i sama je stalno podvrgnuta promjenama. Zato je i razmjerno mlađa, možda oko sto milijuna godina.

### Ganimed
Ganimed ima površinu geološki veoma raznoliku. Starija je površina tamnija, mlađa svjetlija. Trećinu polutke okrenute od Jupitera zauzima tamni oval. Predjel Galileja (lat. Regio Galileo), dugačak je oko 4 000 km. U reljefu se vide mnogobrojni udarni krateri, s bijelim zrakama i bez njih; one predstavljaju led izbačen iz kore (rastopljen i ponovo zaleđen). Nema mnogo velikih kratera. Svojstveni dijelovi reljefa su trakasti sistemi usporednih planina, koji znadu teći jedan preko drugoga kao da su češljani. Trake su duge više stotina kilometara, uže od 100 km, a sadrže desetak usporednih planina. Ima terena nevjerojatno izmiješanih oblika. Zapažaju se i pomaci velikih površinskih ploča, klizanja i razmicanja, nastala pucanjem i širenjem kore. 

### Kalista
Kalista je tijelo Sunčeva sustava s najvećom gustoćom kratera. Prekrivaju se tako da između njih nema zaravni. Najtamniji je od svih galilejanskih satelita, i s malo kontrasta. Reljef je veoma gladak, što znači da u kori s vremenom dolazi do zaravnjavanja udarnih deformacija. Njegova kora mora teći kao što na Zemlji teku ledenjaci, spuštajući se u doline. Krater se akumulirao preko kratera i postupno tonuo u dubinu, ili je bio preliven svježim ledom. Ne vide se krateri veći od 150 km. Nema planina, što također govori o slaboj nosivosti kore. Najveća značajna pojava je Valhalla, sistem koncentričnih krugova s polumjerom od 1 500 km, nastao padom velikog tijela. Tijelo je probilo ledenu koru i rastalilo je, a ona se ponovo ukrutila u vidu kružnih valova na vodi.

## Grupa Temisto
Temisto je mali Jupiterov satelit između putanja Kalista i Lede, otkriven je 30. rujna 1975., ali mu se zagubio trag sve do 2000. godine kada je ponovno pronađen. Zbog toga je ovaj satelit do listopada 2002. imao dva privremena imena: S/1975 J 1 i S/2000 J 1.Temisto je prvi satelit izvan orbita 8 najbližih satelita (4 unutrašnja + 4 velika galilejanska). Temisto se giba progradno (ili direktno, to jest u smjeru Jupiterove rotacije). Temisto je jedini član grupe Temisto čiji su članovi progradni nepravilni sateliti. Srednji promjer mu iznosi tek oko 8 km.

## Grupa Himalija
Himalija, Leda, Liziteja, Elara i S/2000 J 11 iz te skupine imaju staze veoma izdužene i nalaze se u ravnini za 30° nagnutoj prema Jupiterovu ekvatoru, a svi su gotovo u jednoj ravnini. Srednje udaljenosti malo im se razlikuju, pa im se mnogo ne razlikuje ni ophodno vrijeme.

## Grupa Ananka
Grupa Ananka je grupa Jupiterovih prirodnih satelita sa sličnim parametrima orbite. Ova grupa spada među Jupiterove retrogradne nepravilne satelite. Oni su znatno izduđenih staza, no bitna im je karakteristika retrogradno kretanje. Maleni su i nepravilna oblika. Grupa ima između 7 i 16 članova, ovisno o tome koliko strogo shvaćamo definiciju grupe. Poznati članovi uže grupe, redom od većih prema manjim, su: Ananka (najveći satelit, po njemu se zove grupa), Praksidika, Jokasta, Harpalika, Tiona, Euanta, Euporija. Dodatnih 9 rubnih članova grupe su: S/2003 J 16, Mnema, S/2003 J 3, S/2003 J 18, Ortozija, Telksinoa, Hermipa, Helika, S/2003 J 15.

## Grupa Karma
Grupa Karma je grupa Jupiterovih prirodnih satelita sa sličnim parametrima staze. Samo jedan satelit izlazi iz okvira grupe i ima ekscentricitet izvan (0,4295) raspona i to od 0,23 do 0,27. Ova grupa spada među Jupiterove retrogradne nepravilne satelite. Grupa ima 17 članova. Redom od Jupitera prema vani, to su: S/2003 J 17, S/2003 J 10, Pasiteja, Haldena, Arha, Izonoa, Erinoma, Kala, Aitne, Tajgeta, S/2003 J 9, Karma (najveći satelit, po njemu se zove grupa), S/2003 J 5, S/2003 J 19, Kalika, Eukelada i Kalihora.

## Grupa Karpo
Grupa Karpo ima samo satelit Karpo (također Jupiter XLVI). Progradni nepravilni satelit s oko 3 kilometra u promjeru i ophodnim vremenom od 458,625 dana.

## Grupa Pasifaja
Grupa Pasifaja je grupa Jupiterovih prirodnih satelita sa sličnim parametrima putanje. Ova grupa spada među Jupiterove retrogradne nepravilne satelite. Za razliku od preostale dvije retrogradne grupe Jupiterovih nepravilnih satelita (grupa Ananka i grupa Karma), ova je grupa vrlo raspršena po inklinaciji, što se tumači velikom staroću grupe koje se od vremena svojeg nastanka postepeno raspršila. Grupa ima 13 članova. Redom od Jupitera prema vani, to su: Euridoma, S/2003 J 23, Hegemona, Pasifaja (najveći satelit, po njemu se zove grupa), Sponda, Kilena, Megaclite, S/2003 J 4, Kaliroa, Sinopa, Autonoa, Aeda i Kora.

## Popis Jupiterovih satelita
| Redoslijed | Oznaka po otkriću | Naziv       | Promjer (km)              | Masa (·1016 kg) | Velika poluos elipse (km) | Ophodno vrijeme (d) | Inklinacija (°) | Ekscentricitet | Godina otkrića | Otkrio                            | Grupa                         |
| ---------- | ----------------- | ----------- | ------------------------- | --------------- | ------------------------- | ------------------- | --------------- | -------------- | -------------- | --------------------------------- | ----------------------------- |
| 1          | XVI               | Metida      | 60 × 40 × 34              | ≈ 3.6           | 127 690                   | +7h 4m 29s          | 0,06            | 0,000 02       | 1979.          | Synnott (Voyager 1)               | Jupiterovi unutarnji sateliti |
| 2          | XV                | Adrasteja   | 20 × 16 × 14              | ≈ 0.2           | 128 690                   | +7h 9m 30s          | 0,03            | 0,0015         | 1979.          | Jewitt (Voyager 2)                | Jupiterovi unutarnji sateliti |
| 3          | V                 | Amalteja    | 250 × 146 × 128           | 208             | 181 366                   | +11h 57m 23s        | 0.374           | 0,0032         | 1892.          | Barnard                           | Jupiterovi unutarnji sateliti |
| 4          | XIV               | Teba        | 116 × 98 × 84             | ≈ 43            | 221 889                   | +16h 11m 17s        | 1.076           | 0,0175         | 1979.          | Synnott (Voyager 1)               | Jupiterovi unutarnji sateliti |
| 5          | I                 | Io ili Ija  | 3 660,0 × 3637,4 × 3630,6 | 8 931 900       | 421 700                   | +1,7691             | 0,050           | 0,0041         | 1610.          | Galilei                           | Galilejanski mjeseci          |
| 6          | II                | Europa      | 3 121,6                   | 4 800 000       | 671 034                   | 3,5512              | 0,471           | 0,0094         | 1610.          | Galilei                           | Galilejanski mjeseci          |
| 7          | III               | Ganimed     | 5 262,4                   | 14 819 000      | 1 070 412                 | +7,1546             | 0,204           | 0,0011         | 1610.          | Galilei                           | Galilejanski mjeseci          |
| 8          | IV                | Kalista     | 4 820,6                   | 10 759 000      | 1 882 709                 | 16,689              | 0,205           | 0,0074         | 1610.          | Galilei                           | Galilejanski mjeseci          |
| 9          | XVIII             | Temisto     | 8                         | 0,069           | 7 393 216                 | +129,87             | 45,762          | 0,2115         | 1975./ 2000.   | Kowal & Roemer/ Sheppard i kolege | Temisto                       |
| 10         | XIII              | Leda        | 16                        | 0,6             | 11 187 781                | +240,82             | 27,562          | 0,1673         | 1974.          | Kowal                             | Himalija                      |
| 11         | VI                | Himalija    | 170                       | 670             | 11 451 971                | +250,23             | 30,486          | 0,1513         | 1904           | Perrine                           | Himalija                      |
| 12         | X                 | Liziteja    | 36                        | 6,3             | 11 740 560                | +259,89             | 27,006          | 0.1322         | 1938.          | Nicholson                         | Himalija                      |
| 13         | VII               | Elara       | 86                        | 87              | 11 778 034                | +257,62             | 29,691          | 0.1948         | 1905           | Perrine                           | Himalija                      |
| 14         | —                 | S/2000 J 11 | 4                         | 0,0090          | 12 570 424                | +287,93             | 27.584          | 0.2058         | 2001.          | Sheppard i kolege                 | Himalija ?                    |
| 15         | XLVI              | Karpo       | 3                         | 0,0045          | 17 144 873                | +458,62             | 56,001          | 0,2735         | 2003.          | Sheppard i kolege                 | Karpo                         |
| 16         | —                 | S/2003 J 12 | 1                         | 0,00015         | 17 739 539                | −482,69             | 142,680         | 0,4449         | 2003           | Sheppard i kolege                 | ?                             |
| 17         | XXXIV             | Euporija    | 2                         | 0,0015          | 19 088 434                | −538,78             | 144,694         | 0,0960         | 2002           | Sheppard i kolege                 | Ananka                        |
| 18         | —                 | S/2003 J 3  | 2                         | 0,0015          | 19 621 780                | −561,52             | 146,363         | 0,2507         | 2003.          | Sheppard i kolege                 | Ananka                        |
| 19         | —                 | S/2003 J 18 | 2                         | 0,0015          | 19 812 577                | −569,73             | 147,401         | 0,1569         | 2003.          | Gladman i kolege                  | Ananka                        |
| 20         | —                 | S/2011 J 1  | 1                         | –               | 20 155 290                | −582,22             | 162,8           | 0,2963         | 2011.          | Sheppard i kolege                 | ?                             |
| 21         | —                 | S/2010 J 2  | 1                         |                 | 20 307 150                | −588,36             | 150,4           | 0,307          | 2010.          | Veillet                           | Ananka ?                      |
| 22         | XLII              | Telksinoa   | 2                         | 0,0015          | 20 453 753                | −597,61             | 151,292         | 0,2684         | 2003.          | Sheppard i kolege                 | Ananka                        |
| 23         | XXXIII            | Euanta      | 3                         | 0,0045          | 20 464 854                | −598,09             | 143,409         | 0,2000         | 2002.          | Sheppard i kolege                 | Ananka                        |
| 24         | XLV               | Helika      | 4                         | 0,0090          | 20 540 266                | −601,40             | 154,586         | 0,1374         | 2003.          | Sheppard i kolege                 | Ananka                        |
| 25         | XXXV              | Ortozija    | 2                         | 0,0015          | 20 567 971                | −602,62             | 142,366         | 0,2433         | 2002.          | Sheppard i kolege                 | Ananka                        |
| 26         | XXIV              | Jokasta     | 5                         | 0,019           | 20 722 566                | −609,43             | 147,248         | 0,2874         | 2001.          | Sheppard i kolege                 | Ananka                        |
| 27         | —                 | S/2003 J 16 | 2                         | 0,0015          | 20 743 779                | −610,36             | 150,769         | 0,3184         | 2003.          | Gladman i kolege                  | Ananka                        |
| 28         | XXVII             | Praksidika  | 7                         | 0,043           | 20 823 948                | −613,90             | 144,205         | 0,1840         | 2001.          | Sheppard i kolege                 | Ananka                        |
| 29         | XXII              | Harpalika   | 4                         | 0,012           | 21 063 814                | −624,54             | 147,223         | 0,2440         | 2001.          | Sheppard i kolege                 | Ananka                        |
| 30         | XL                | Mnema       | 2                         | 0,0015          | 21 129 786                | −627,48             | 149,732         | 0,3169         | 2003.          | Gladman i kolege                  | Ananka                        |
| 31         | XXX               | Hermipa     | 4                         | 0,0090          | 21 182 086                | −629,81             | 151,242         | 0,2290         | 2002.          | Sheppard i kolege                 | Ananka ?                      |
| 32         | XXIX              | Tiona       | 4                         | 0,0090          | 21 405 570                | −639,80             | 147,276         | 0,2525         | 2002.          | Sheppard i kolege                 | Ananka                        |
| 33         | XII               | Ananka      | 28                        | 3,0             | 21 454 952                | −640,38             | 151,564         | 0,3445         | 1951.          | Nicholson                         | Ananka                        |
| 34         | L                 | S/2003 J 17 | 2                         | 0,0015          | 22 134 306                | −672,75             | 162,490         | 0,2379         | 2003.          | Gladman i kolege                  | Karma                         |
| 35         | XXXI              | Aitne       | 3                         | 0,0045          | 22 285 161                | −679,64             | 165,562         | 0,3927         | 2002.          | Sheppard i kolege                 | Karma                         |
| 36         | XXXVII            | Kala        | 2                         | 0,0015          | 22 409 207                | −685,32             | 165,378         | 0,2011         | 2002.          | Sheppard i kolege                 | Karma                         |
| 37         | XX                | Tajgeta     | 5                         | 0,016           | 22 438 648                | −686,67             | 164,890         | 0,3678         | 2001.          | Sheppard i kolege                 | Karma                         |
| 38         | —                 | S/2003 J 19 | 2                         | 0,0015          | 22 709 061                | −699,12             | 164,727         | 0,1961         | 2003.          | Gladman i kolege                  | Karma                         |
| 39         | XXI               | Haldena     | 4                         | 0,0075          | 22 713 444                | −699,33             | 167,070         | 0,2916         | 2001.          | Sheppard i kolege                 | Karma                         |
| 40         | —                 | S/2003 J 15 | 2                         | 0,0015          | 22 720 999                | −699,68             | 141,812         | 0,0932         | 2003.          | Sheppard i kolege                 | Ananka ?                      |
| 41         | —                 | S/2003 J 10 | 2                         | 0,0015          | 22 730 813                | −700,13             | 163,813         | 0,3438         | 2003.          | Sheppard i kolege                 | Ananka ?                      |
| 42         | —                 | S/2003 J 23 | 2                         | 0,0015          | 22 739 654                | −700,54             | 148,849         | 0,3930         | 2004.          | Sheppard i kolege                 | Pasifaja                      |
| 43         | XXV               | Erinoma     | 3                         | 0,0045          | 22 986 266                | −711,96             | 163,737         | 0,2552         | 2001.          | Sheppard i kolege                 | Karma                         |
| 44         | XLI               | Aeda        | 4                         | 0,0090          | 23 044 175                | −714,66             | 160,482         | 0,6011         | 2003.          | Sheppard i kolege                 | Pasifaja                      |
| 45         | XLIV              | Kalihora    | 2                         | 0,0015          | 23 111 823                | −717,81             | 164,605         | 0,2041         | 2003.          | Sheppard i kolege                 | Karma ?                       |
| 46         | XXIII             | Kalika      | 5                         | 0,019           | 23 180 773                | −721,02             | 165,505         | 0,2139         | 2001.          | Sheppard i kolege                 | Karma                         |
| 47         | XI                | Karma       | 46                        | 13              | 23 197 992                | −763,95             | 165,047         | 0,2342         | 1938.          | Nicholson                         | Karma                         |
| 48         | XVII              | Kaliroa     | 9                         | 0,087           | 23 214 986                | −727,11             | 139,849         | 0,2582         | 2000.          | Spahr, Scotti                     | Pasifaja                      |
| 49         | XXXII             | Euridoma    | 3                         | 0,0045          | 23 230 858                | −723,36             | 149,324         | 0,3769         | 2002.          | Sheppard i kolege                 | Pasifaja ?                    |
| 50         | —                 | S/2011 J 2  | 1                         | –               | 23 329 710                | −725,06             | 151,8           | 0,3867         | 2011.          | Sheppard i kolege                 | Pasifaja ?                    |
| 51         | XXXVIII           | Pasiteja    | 2                         | 0,0015          | 23 307 318                | −726,93             | 165,759         | 0,3288         | 2002.          | Sheppard i kolege                 | Karma                         |
| 52         | —                 | S/2010 J 1  | 2                         |                 | 23 314 335                | −722,83             | 163,2           | 0,320          | 2010.          | Jacobson i kolege                 | Pasifaja ?                    |
| 53         | XLIX              | Kora        | 2                         | 0,0015          | 23 345 093                | −776,02             | 137,371         | 0,1951         | 2003.          | Sheppard i kolege                 | Pasifaja                      |
| 54         | XLVIII            | Kilena      | 2                         | 0,0015          | 23 396 269                | −731,10             | 140,148         | 0,4115         | 2003           | Sheppard i kolege                 | Pasifaja                      |
| 55         | XLVII             | Eukelada    | 4                         | 0,0090          | 23 483 694                | −735,20             | 163,996         | 0,2828         | 2003.          | Sheppard i kolege                 | Karma                         |
| 56         | —                 | S/2003 J 4  | 2                         | 0,0015          | 23 570 790                | −739,29             | 147,175         | 0,3003         | 2003.          | Sheppard i kolege                 | Pasifaja                      |
| 57         | VIII              | Pasifaja    | 60                        | 30              | 23 609 042                | −739,80             | 141,803         | 0,3743         | 1908.          | Melotte                           | Pasifaja                      |
| 58         | XXXIX             | Hegemona    | 3                         | 0,0045          | 23 702 511                | −745,50             | 152,506         | 0,4077         | 2003.          | Sheppard i kolege                 | Pasifaja                      |
| 59         | XLIII             | Arha        | 3                         | 0,0045          | 23 717 051                | −746,19             | 164,587         | 0,1492         | 2002.          | Sheppard i kolege                 | Karma                         |
| 60         | XXVI              | Izonoa      | 4                         | 0,0075          | 23 800 647                | −750,13             | 165,127         | 0,1775         | 2001.          | Sheppard i kolege                 | Karma                         |
| 61         | —                 | S/2003 J 9  | 1                         | 0,00015         | 23 857 808                | −752,84             | 164,980         | 0,2761         | 2003.          | Sheppard i kolege                 | Karma                         |
| 62         | —                 | S/2003 J 5  | 4                         | 0,0090          | 23 973 926                | −758,34             | 165,549         | 0,3070         | 2003.          | Sheppard i kolege                 | Karma                         |
| 63         | IX                | Sinopa      | 38                        | 7,5             | 24 057 865                | −739,33             | 153,778         | 0,2750         | 1914.          | Nicholson                         | Pasifaja                      |
| 64         | XXXVI             | Sponda      | 2                         | 0,0015          | 24 252 627                | −771,60             | 154,372         | 0,4431         | 2002.          | Sheppard i kolege                 | Pasifaja                      |
| 65         | XXVIII            | Autonoa     | 4                         | 0,0090          | 24 264 445                | −772,17             | 151,058         | 0,3690         | 2002.          | Sheppard i kolege                 | Pasifaja                      |
| 66         | XIX               | Megaclite   | 5                         | 0,021           | 24 687 239                | −792,44             | 150,398         | 0,3077         | 2001.          | Sheppard i kolege                 | Pasifaja                      |
| 67         | —                 | S/2003 J 2  | 2                         | 0,0015          | 30 290 846                | -1 077,02           | 153,521         | 0,1882         | 2003.          | Sheppard i kolege                 | ?                             |

## Vanjske poveznice
- Astronomska sekcija Fizikalnog društva Split - Usporedba planetnih satelita  Arhivirana inačica izvorne stranice od 8. travnja 2005. (Wayback Machine)